# 蘇利南—美國關係
蘇利南-美國關係（英語：Suriname–United States relations）是蘇利南共和國和美利堅合眾國之間的雙邊關係。
根據《2012年美國全球領導力報告》，51%的蘇利南人贊同美國的領導力，其中4%的人不贊成，45%的人不確定，在美洲所有受調查國家中排名第五。